# Плітка іспанська
Плітка іспанська (Achondrostoma arcasii) — вид прісноводних риб родини ялецевих (Leuciscidae). Поширений на Піренейському півострові. Раритетний вид риб, занесений до Червоного списку МСОП та інших природоохоронних документів.

## Опис
Невелика риба, завдовжки до 25 см.

## Поширення
Вид поширений на півночі Португалії та Іспанії. У Португалії трапляється в басейні річки Дору. В Іспанії живе в річках Уля, Умія, Марін, Міню, Тахо (атлантичний водостік), Франколі, Ебро, Міхарес, Палансія, Хукар і Серпіс (середземноморський водостік).

## Охорона
Раритетний вид риб, занесений до Червоного списку МСОП (охоронна категорія: вид, близький до стану загрози зникнення). На більшій частині ареалу стан природних популяцій виду наразі залишається нестабільним. В ряді регіонів спостерігається тенденція до зниження чисельності популяції виду. Тому плітка іспанська занесена до Додатку 3 Бернської конвенції (охоронна категорія: вид підлягає охороні), а також до Директиви Європейського Союзу 92/43/ЄС «Про збереження природних оселищ та видів природної фауни і флори» (Додаток II. Види рослин і тварин, що становлять особливий інтерес для Європейського Союзу, збереження яких потребує створення територій особливої охорони).